# Division No 4 (Alberta)
Pour les articles homonymes, voir Division No 4.

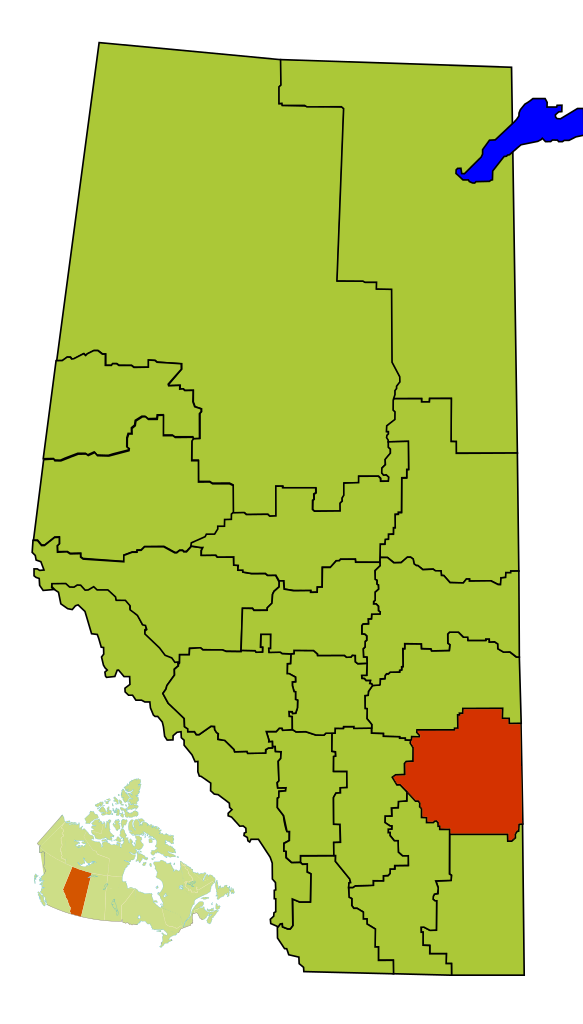
La Division N°4 dans la province d'Alberta (Canada).

La Division No 4 est une division de recensement de 10,078 habitants en 2011, située dans la province d'Alberta, au Canada.